# Jacob Lucasz Ochtervelt

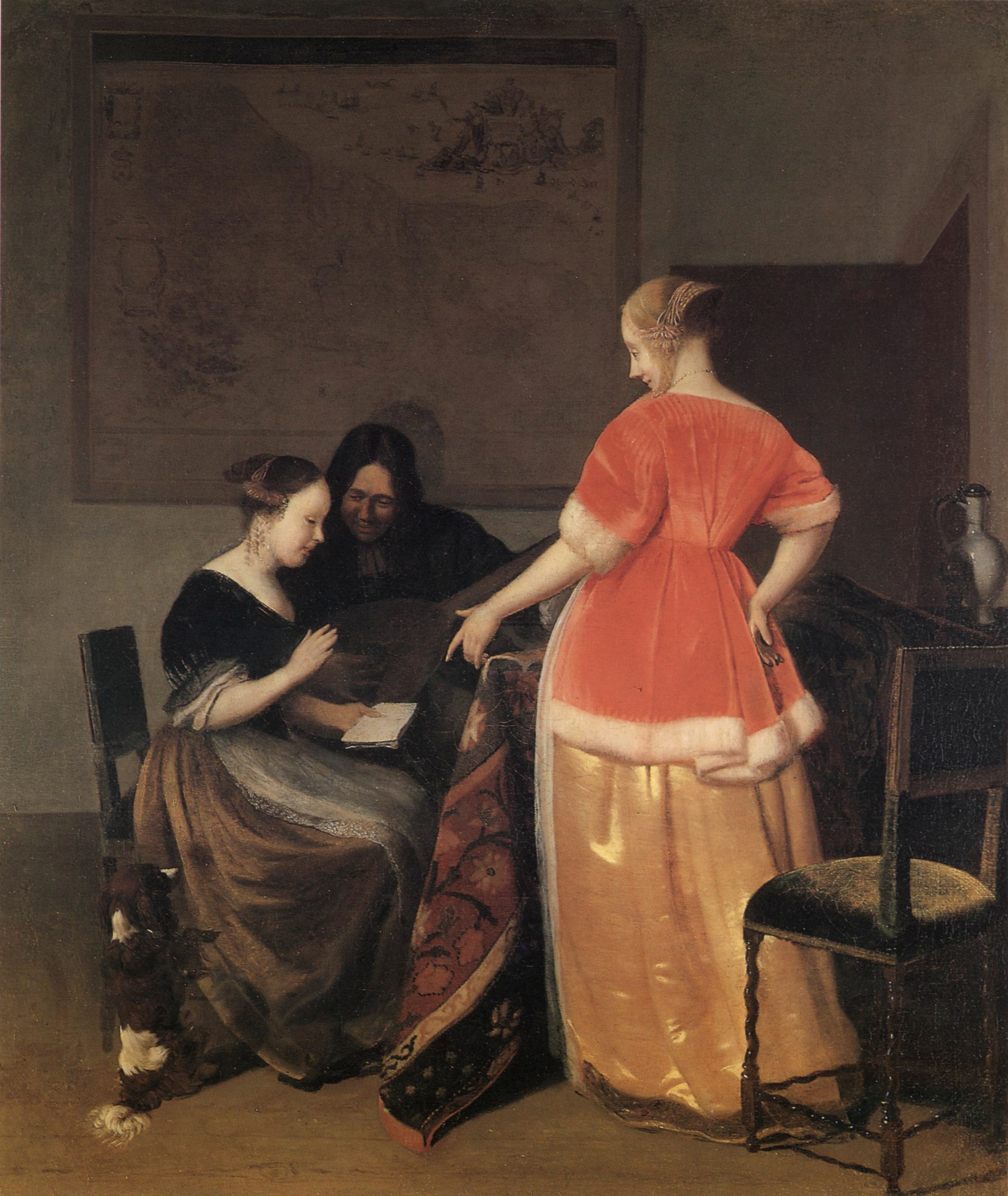
Die Musikstunde, gemalt von Ochtervelt etwa 1667, Reiss-Engelhorn-Museen, Mannheim

Jacob Lucasz Ochtervelt (* 1. Februar 1634 in Rotterdam; † 1682 in Amsterdam) war ein niederländischer Maler des Barock.
Nach dem Kunsthistoriker Arnold Houbraken studierte Ochtervelt gemeinsam mit Pieter de Hooch vermutlich etwa zwischen 1646 und 1655 bei Nicolaes Berchem. 1655 heiratete Ochtervelt Dirkje Meesters in der niederländisch-reformierten Kirche in Rotterdam. Zahlreiche seiner Bilder sind heute in international renommierten Museen zu sehen.

## Werke (Auswahl)

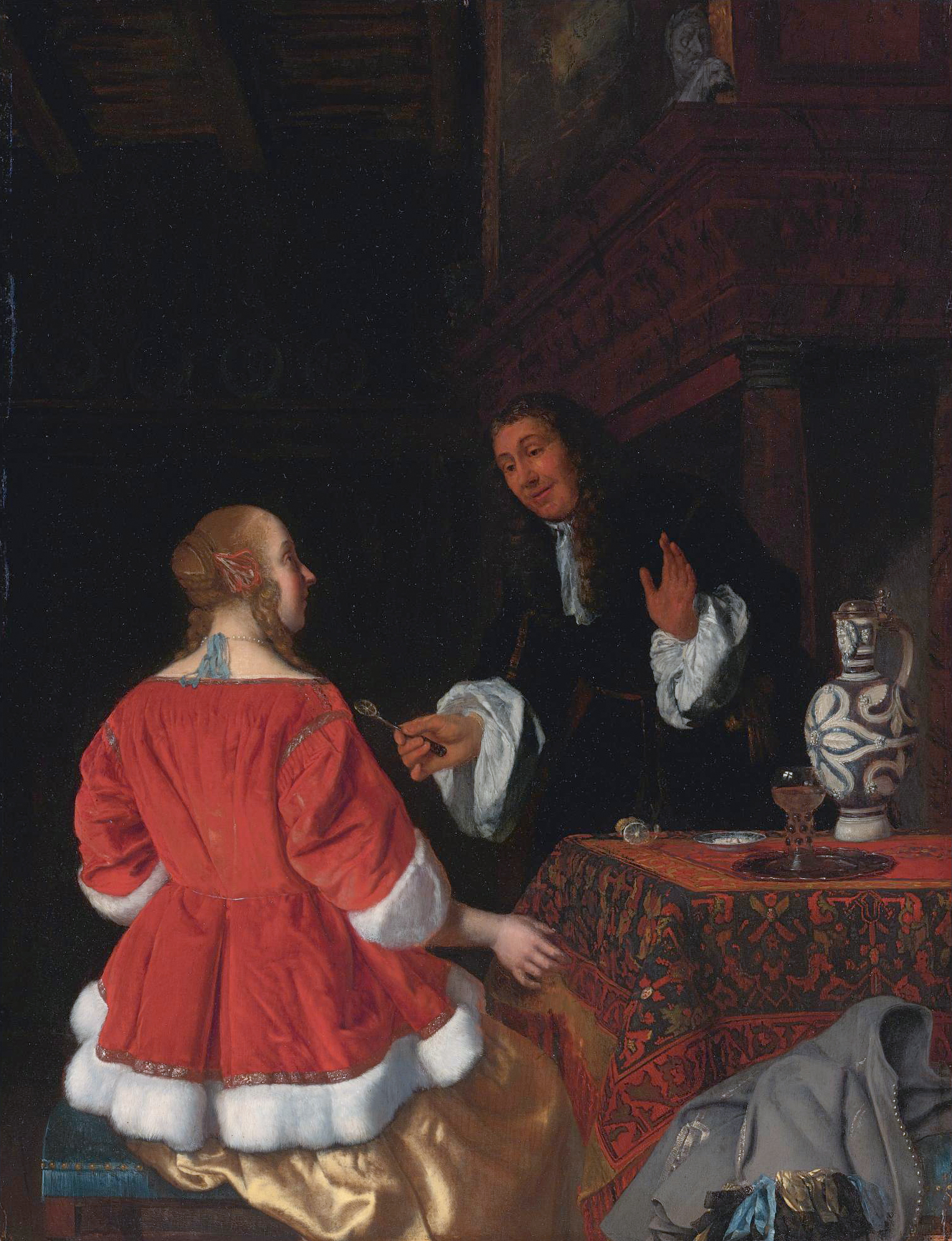
Das Zitronenscheibchen

- Eremitage, Sankt Petersburg, Russland: Kauf von Weintrauben, 1669.
- Metropolitan Museum of Art, New York City, USA: Der Liebesbrief, 1670.
- National Gallery, London, Vereinigtes Königreich:
  - Eine Frau bei einem Cembalo, etwa 1675–1680.
  - Eine Tafelklavier spielende Frau, etwa 1675–1680.
  - Eine junge Dame beim Schneiden der Fingernägel, etwa 1670–1675
- Norton Simon Museum, Pasadena, Kalifornien, USA: Familienportrait, etwa 1670–1675
- Birmingham Museum & Art Gallery, Birmingham, Vereinigtes Königreich: Die Musikstunde
- Carnegie Museum of Art, Pittsburgh, Pennsylvania, USA: Dame mit Diener und Hund, etwa 1671–1673
- Cleveland Museum of Art, Ohio, USA: Eine musikalische Begleitung, etwa 1668
- Stiftung Sammlung E. G. Bührle, Zürich, Schweiz: Die Backgammon-Spieler, etwa 1670
- Museum der bildenden Künste, Leipzig, Deutschland: 
  - Interieur mit ohnmächtiger Frau, etwa 1667
  - Die Trick-Track-Spieler, 1671
- Museo Thyssen-Bornemisza, Madrid, Spanien: Austernessende, etwa 1665–1669